# Thomas Froschauer
Thomas Froschauer (* 1979 in Amstetten) ist ein österreichischer Schlagzeuger, der vor allem im Bereich des Jazz hervorgetreten ist.

## Leben und Wirken
Froschauer, der Mitglied der Blaskapellen Amstettner Musikanten bzw. der Mostviertler Birnbeitler war, studierte am Konservatorium der Stadt Wien zwischen 1997 und 2003 Jazzschlagzeug bei Walter Grassmann, Fredi Mühlhofer und Harry Demmer. Weitere Studien bei Jojo Mayer, John Riley, Jim Black, Josef Gumpinger und Joris Dudli schlossen sich an. Seit 2002 war er Mitglied im Quartett von Clemens Salesny und Bumi Fian, mit dem er auf Festivals wie INNtöne auftrat.
Zwischen 2005 und 2008 gehörte er zur Jazzwerkstatt Wien, mit der er den Hans-Koller-Preis 2006 erhielt. Im selben Jahr trat er mit Wolfgang Puschnig und den Amstettner Musikanten beim JazzFest Berlin auf. Seit 2006 gehörte er zum Trio Hiroi, mit dem er zwei Alben veröffentlichte. Seit 2002 unterrichtet er an den Musikschulen von Amstetten und Ybbs sowie auf zahlreichen Workshops. Er ist auch auf Aufnahmen der Ersten Allgemeinen Verunsicherung (Nie wieder Kunst), Andy Lee Lang (The very Best of Viva Las Vegas) und François Guilbeault (Azubi) zu hören.

## Diskographische Hinweise
- Clemens Salesny/ Bumi Fian Quartett: Always Blue (Alessa Records 2004)
- Wolfgang Puschnig/Robert Pussecker: Alpine Aspects/Homage to O.C. (Emarcy 2008)
- Josef Wagners Memory Control: The Wonderful Music Gives Happy You (Alessa 2012, mit Clemens Salesny, Philipp Jagschitz)